# IC 5283
IC 5283 — галактика типу Sc/P у сузір'ї Пегас.
Цей об'єкт міститься в оригінальній редакції індексного каталогу.